# Rhamphomyia hirticula
Rhamphomyia hirticula är en tvåvingeart som beskrevs av Collin 1937. Rhamphomyia hirticula ingår i släktet Rhamphomyia och familjen dansflugor.
Artens utbredningsområde är Grönland. Inga underarter finns listade i Catalogue of Life.